# George Macartney (Generalkonsul)
Sir George Macartney (* 19. Januar 1867; † 19. Mai 1945) war Ende des 19./Anfang des 20. Jahrhunderts der britische Generalkonsul in Kaschgar sowie ein Sammler von Antiquitäten.
In Kaschgar unterstützten er und seine Frau, Lady Catherine Macartney, durchreisende Archäologen auf der Suche nach buddhistischen Schätzen der Seidenstraße. Zu ihren Gästen zählten Albert von Le Coq und Aurel Stein. Lady Macartney schrieb ein Buch über ihre Zeit in Kaschgar mit dem Titel „An English Lady in Chinese Turkestan“.
1900 wurde Macartney wurde als Companion in den Order of the Indian Empire aufgenommen und 1913 als Knight Commander desselben Ordens geadelt.
Sein Nachfolger als Generalkonsul war Percy. T. Etherton. Dessen Nachfolger wiederum, Clarmont Skrine, schrieb zusammen mit Pamela Nightingale ein Buch über Macartneys diplomatische Karriere in Kaschgar.